# Гней Корнелий Аквилий Орфит
Гней Корнелий Аквилий Орфит (на латински: Gnaeus Cornelius Aquilius Orfitus, * ок. 165 г.) e политик и сенатор на Римската империя.
Произлиза от фамилията Корнелии – Аквилии. Син е на Гней Корнелий Аквилий Нигер (* 135, суфектконсул и проконсул на Нарбонска Галия) и Корнелия (* 140 г.), дъщеря на Сервий Корнелий Сципион Салвидиен Орфит (консул 149 г.) и Аквилия Нигрина, дъщеря на Квинт Аквилий Нигер (консул 117 г.). По бащина линия е внук на Гней Корнелий Север и правнук на Гней Пинарий Корнелий Север (суфектконсул 112 г.).
Той е вероятно суфектконсул през 200 г. Баща е на Гней Корнелий Патерн (* 200 г., консул 233 г.).